# Луїджі Навільйо
Луїджі Навільйо (італ. Luigi Naviglio; Флоренція, нар. 12 липня 1936 - Мілан, пом. 22 листопада 2001) — італійський письменник, сценарист і журналіст, відомий як письменник наукової фантастики з псевдонімами Луїс Навіре (Louis Navire) і Льюїс Флеш (Lewis Flash) .
Він був одним з небагатьох професійних письменників в Італії, який заробляв на життя своєю творчістю,   створюючи історії найрізноманітніших жанрів: окрім наукової фантастики, він писав вестерни, романси, історичні та еротичні історії, історії з реального життя; він також написав велику кількість коміксів  та фотороманів, а також писав колонки додатків для газетних кіосків та новин. 

## Біографія
Народився у 1936 р. у Флоренції, незабаром він переїхав до Мілана в 1947 р.  В компромісі з фашистським режимом його сім'я після 1945 року пройшла чистку, проживши кілька років в економічних труднощах. 
Професійний фотожурналіст і учасник багатьох багатотиражних журналів  Луїджі Навільйо дебютував як письменник - фантаст в той час, коли італійські автори опубліковували строго під англо-саксонськими псевдонімами. Таким чином, він вважав, що псевдонім Louis Navire , з яким він залишався найвідомішим, але він також використовував різні інші: Льюїс Флеш, Джек Азімов (спільно з Пьєрфранческо Проспері і Антоніо Белломі), Red Fayad, Samy Fayas, Алекс Гордон, Ніна Лару, Фред Мак-Мюррей, Луїс Нігра, Ред Райан. 
Він був одним з найпродуктивніших авторів жанру наукової фантастики в Італії: з 1963 по 1967 рік він написав 10 романів (усі перекладені видавцем Ponzoni у Франції),  багато з яких спочатку публікувались частинами, до яких додано ще два романи, написані протягом наступних десятиліть, і загалом 77 новел, остання з яких була опублікована в 1990 р.  Першим його романом стала «Книга в пилу» (Un libro nella polvere) 1964 р., опублікована в історичній серії «Космо» Понцоні Едіторе; останнім - написаним разом з Вітторіо Куртоні - був короткий роман «Зоряні спектри» (Spettri stellari) 1979 року. Те, що Ернесто Вегетті назвав найкращим романом «Un carro nel cielo» (1965), було перекладено німецькою мовою.  
Він був великим прихильником італійського науково-фантастичного фандому  і брав участь у його дуже ранніх стадіях з 1965 року разом зі своїм тодішнім молодим вихованцем Вітторіо Куртоні,  курируючим фензин Nuovi Orizzonti (разом з Лучіо Сікконе та Куртоні), пізніше перейменований Numeri Unici (лише з Куртоні), а згодом задумавши новий фензин «Towards the Stars», який став журналом, що розповсюджується на газетних кіосках, нарешті, співпрацюючи з журналом «Star» на початку вісімдесятих.  
Він був директором видань Понцоні. Він співпрацював як есеїст у журналах  " «Gemini», «Perry Rhodan», «Verso le stelle» Соляріс), для якого він також був сценаристом коміксів, I grandi della fantascienza (Іль Піккіо), Star (Епір), Nova SF * ( Книги Персео), Studi e cataloghi (ред. Громадська бібліотека Верони). 
Він помер у 2001 році в Мілані у віці 65 років від ускладнень флеботромбозу.

## Творчість
(частковий перелік)

### Романи
- Книга в пилу (Un libro nella polvere) (як Луїс Навір), 1-й епізод у Cosmo 159, Ponzoni Editore, 1964; у книзі в кубиках пороху Гігарта, Космос. Шедеври наукової фантастики 81, Ponzoni Editore, 1968.
- Дорога в небі (Una strada nel cielo) (короткий роман), у 11 серіях у « Антарському королі джунглів», а. I п.1 - а. II п. 9, Ponzoni Editore, 1964-1965
- На кордонах мікросвіту (Ai confini del microcosmo) (короткий роман, як Льюїс Флеш), у 7 серіях у Cosmo 170-176, Ponzoni Editore, 1965
- Un carro nel cielo (короткий роман, як Луїс Навір), Cosmo 171, Ponzoni Editore, 1965; у "Колісниці на небі" Безсмертники Моля, Космо. Шедеври наукової фантастики 86, Ponzoni Editore, 1968.
- Піонери Екслана або космічні завойовники (I pionieri di Exlan) (як Луї Навір), такі як Піонери Екслана, Космо 174, Понцоні Едіторе, 1965; в Діти великого нічого Піонери Екслана, Космо. Шедеври наукової фантастики 75, Ponzoni Editore, 1967; Величі наукової фантастики 6, видавництво «Іль Піккіо», 1979; як космічні завойовники, у космічних завойовниках - роки темряви, колекція " Spazio 2000 " 19, Editrice Il Picchio, 1981.
- Історія серед зірок (Una storia fra le stelle) (короткий роман), у 5 серіях у « Антарському королі джунглів», а. II п. 10 - а. III п.2, Ponzoni Editore, 1965-1966; у додатку до Cosmo. Шедеври наукової фантастики 87, 88 і 92, Ponzoni Editore, 1968; у синах галактики, Altair Sci-Fi 1, Editrice Il Picchio, 1976; у Сини галактики - Командоси того часу, Колекція "Spazio 2000 " 13, Видавництво Іль Піккіо, 1980,
- Дракон для серця (Un drago per Heart) (короткий роман, як Луї Навір), Cosmo 180, Ponzoni Editore, 1965; у «Драконі для серцевих анонімних воскрешень», Космо. Шедеври наукової фантастики 92, Ponzoni Editore, 1968.
- Повернення на Землю (Ritorno alla Terra) (короткий роман, як Луїс Навір), Cosmo 186, Ponzoni Editore, 1966; в Повернення на Землю Марсові варвари, Космос. Шедеври наукової фантастики 100, Ponzoni Editore, 1968.
- Назад до витоків або обіцяної планети (Ritorno alle origini o Il pianeta promesso) (короткий роман, як Льюїс Флеш); в 11 епізодах, таких як Повернення до витоків, як додаток до Cosmo 186-196, Ponzoni Editore, 1966; у 11 епізодах, як додаток до Cosmo. Шедеври наукової фантастики 91-100, Ponzoni Editore, 1968; Spazio 2000 18, Il Picchio Publishing, 1978; такі як Обіцяна планета в Demo-zero - Обіцяна планета, " Spazio 2000 " Колекція 8, Видавничий дім Il Picchio, 1980.
- Вимерла людина (Estinzione uomo) (короткий роман, як Луїс Навір), Cosmo 196, Ponzoni Editore, 1966; у Вимирання людини Спадщина предка, Космосу. Шедеври наукової фантастики 97, Ponzoni Editore, 1968.
- Було темно (Era oscura), Перрі Родан 13а, DN, 1977.
- Зоряні спектри (Spettri stellari) (короткий роман, з Вітторіо Куртоні ), у Verso le Stelle 7, Solaris Editrice, 1979.

## Примітка
1. 1 2  Internet Speculative Fiction Database — 1995.
2. 1 2  BD Gest'
3. 1 2 3  Vittorio Curtoni (20 luglio 2002). Una persona che non dimenticherò mai: Luigi Naviglio. Процитовано 30 settembre 2014.
4. 1 2 3 4 5  Luigi Naviglio, 1936-2001. 21 gennaio 2002. Архів оригіналу за 6 жовтня 2014. Процитовано 10 травня 2021.
5. 1 2 3  Naviglio Luigi (Prontuario narratori FS italiani). Архів оригіналу за 10 травня 2021. Процитовано 10 травня 2021.
6. ↑  (Gallo 1997).
7. ↑  Gefährliche Erinnerung (Un carro nel cielo), Utopia SF Nr. 495, gennaio 1966.

## Зовнішні посилання
- Profilo biografico e bibliografia [Архівовано 10 травня 2021 у Wayback Machine.] su Intercom (fonte utilizzata)